# Famille Fekete
Fekete de Galántha (en hongrois : galánthai Fekete) est le patronyme d'une ancienne famille de la noblesse hongroise.

## Origines
Elle est originaire du comitat de Pozsony en Haute-Hongrie. Márton Fekete († 1590) acquiert une partie du domaine de Galánta par son mariage avec Potentiá Bessenyei de Galanta, dont la famille prend suite le nom. La famille reçoit en 1590 avec celle des Esterházy les domaines de Galantha et Gány de la part du roi Rodolphe.

## Membres notables
- comte György Fekete (hu) (1711–1788), véritable conseiller secret intérieur (valóságos belső titkos tanácsos), főispán de Arad, grand-maître de la Cour (főudvarmester), vice-chancelier (1770) puis Juge suprême du Royaume de Hongrie (1773-1783). Grand-croix de l'Ordre de Saint-Étienne de Hongrie et comte du Saint-Empire (1760).
- comte Jób Fekete (hu) (1741-1803), chambellan KuK, major-général (vezérőrnagy). Poète et ami du "Grand français" Voltaire, il entretient également une correspondance avec de nombreux hommes de lettres de son époque. Fils du précédent, la branche comtale s'éteinte en 1835 avec son fils le comte Ferenc Fekete (1767-1835).
- János Fekete (hu) (1817–1877), avocat, notaire en chef de Székesfehérvár, archiviste et poète.
- Jób Fekete (hu) (1784–1866), évêque de Novi, archevêque adjoint et grand-prévôt d'Esztergom. Chevalier de l'Ordre de Saint-Étienne et baron (1859).
- baron Ferencz Fekete (1849-1899), colonel de hussard, fils de János Fekete (1820°), baron autrichien (1859), greffier en chef du tribunal et seigneur de Kossut, Galánta, Hegy et Vízkelet.

## Galerie

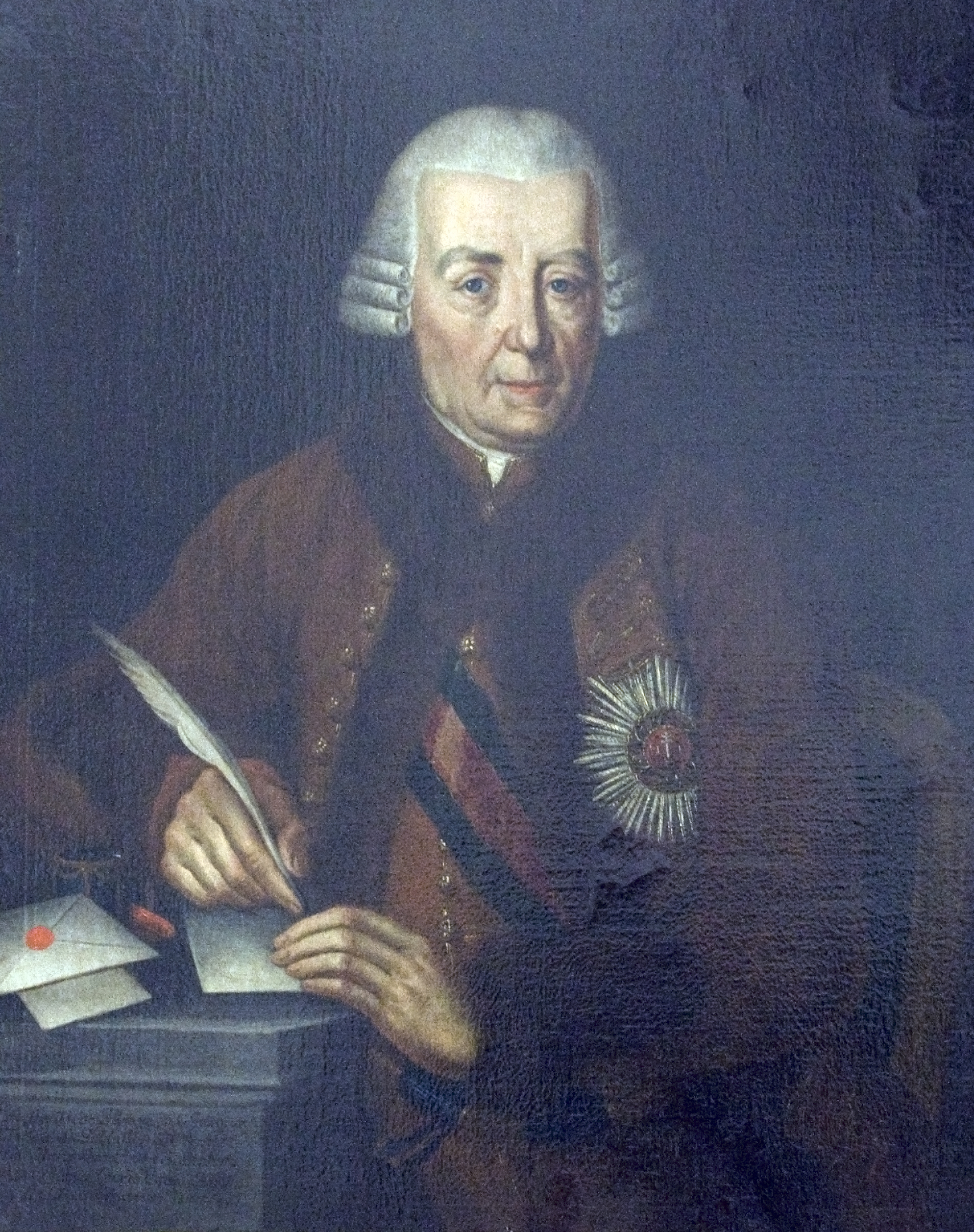
comte György Fekete (1711–1788), Juge suprême de Hongrie
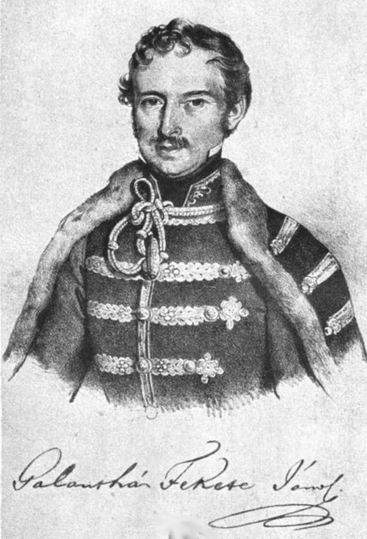
Général comte János Fekete (1741-1803)
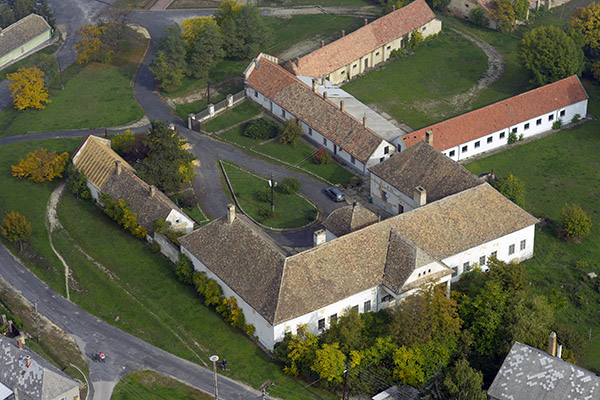
Château Fekete de Csabrendek

## Liens, sources
- Iván Nagy: Magyarország családai, Pest, 1857-1868
- Samu Borovszky: Magyarország vármegyéi és városai